# 李璣 (萬曆進士)
李璣（1559年—？），字時仰，號耀台，福建泉州府同安縣人，軍鹽籍，明朝官员。

## 生平
萬曆十三年（1585年）乙酉科福建鄉試七十六名，萬曆十四年（1586年）丙戌科會試三百二十六名，登三甲第一百九十八名進士。户部观政。

## 家族
曾祖李寵遂；祖父李勝岳；父李養介，曾任生員。前母黃氏；母盧氏。具庆下。兄拱明（生员）、弟瑗、瑊、璡、瓊、璇。